# يو إف سي ليلة القتال: بلاهوفيتش ضد سانتوس
يو إف سي ليلة القتال: بلاهوفيتش ضد سانتوس (بالإنجليزية: UFC Fight Night: Błachowicz vs. Santos)‏ هو حدث لفنون القتال المختلطة نظمته يو إف سي، أُقيم في 23 فبراير 2019، على أوه2 أرينا في براغ، جمهورية التشيك.